# Tim Daly
James Timothy (Tim) Daly (New York, 1 maart 1956) is een Amerikaans acteur, televisieregisseur en televisie- en filmproducer.
Daly werd geboren in een acteursfamilie, zijn vader James Daly, moeder Hope Newell en zus Tyne Daly acteren ook. Als zevenjarige stond hij voor het eerst met zijn ouders op het toneel. Toen hij tien jaar was, debuteerde hij op televisie. In 1982 speelde hij zijn eerste grotere rol in de film Diner.
Hij speelde in een aantal televisieseries, onder andere als Harlan Judd in Eyes (2005-2007) en als Dr. Pete Wilder in Grey's Anatomy (2007), in de spin-off Private Practice (2007-2009) en als Henry McCord in Madam Secretary (2014-2019). Als stemacteur deed hij mee aan Superman: The Animated Series (1996-2000) en Superman: Brainiac Attacks (2006).